# Distretto di Čatkal
Il distretto di Čatkal (in kirghiso Чаткал району?, Çatkal rayonu) è un distretto (raion) del Kirghizistan con  capoluogo Kanyš-Kyâ.